# Harry Kenneth Dimoline
Harry Kenneth Dimoline, britanski general, * 1903, † 1972.